# 鈴木裕樹 (わらび座)
鈴木 裕樹（すずき ひろき、1982年11月13日 - ）は、秋田県大仙市（旧太田町）出身の舞台俳優。劇団わらび座所属。血液型B型。 

## 略歴
秋田県立大曲高等学校卒業後、秋田大学教育文化学部に進学したが、4年で中退。
2022年6月30日にわらび座代表理事の今村晋介（しんすけ）と大仙市市長の老松博行がフレンドリータウン調印し、鈴木が大仙市のPRサポーターに就任した。

## 主な出演作品

### 舞台
- ミュージカル「義経－平泉の夢！」（脚本／齋藤雅文、演出／井上思、音楽／甲斐正人）- 佐藤継信役
- ミュージカル「おくのほそ道」（作・作詞／齋藤雅文、演出／西川信廣、音楽／飯島優）- 熊吉・役人役
- ミュージカル「坊っちゃん！」（脚本・演出／ジェームス三木）- 野だいこ・生徒役、山嵐役
- ミュージカル「キューピットはどこ！？～愛がけカレー物語～」（脚本・演出・作詞／栗城宏、音楽／紫竹ゆうこ）- 高橋健次役
- ミュージカル「山神様のおくりもの」（作・作詞・演出／菊池准、音楽・音楽監督／上田亨、音楽／紫竹ゆう子）- 弥之助 役
- お国言葉コメディ「ぷろぽーず」（原作／アントン・チェーホフ、翻案・脚本／遠藤康、脚本・演出／吉本哲雄、音楽／飯島優）- 錦木也寸志 役
- ミュージカル「アトム」（原案／手塚治虫、脚本・演出／横内謙介、音楽／甲斐正人）- トキオ役
- ミュージカル「おもひでぽろぽろ」（脚本／齋藤雅文、演出／栗山民也、音楽／甲斐正人）- トシオ役
- ミュージカル「げんない」（脚本・演出・作詞／横内謙介、音楽／深沢桂子）-  小田野直武役、吉次郎役
- ミュージカル「稲穂堂物語」（作・演出／栗城宏、作曲／飯島優・小沢剛・高田鵬・齋藤大輔）- 藤村智弘役
- ミュージカル「為三さん！」（脚本・演出・作詞／聡、音楽／八幡茂）-  成田為三役
- ミュージカル「どどぉ～ん！大曲花火物語」（作・演出／栗城宏、作曲／紫竹ゆうこ）- 光役
- ミュージカル「KINJIRO！」（脚本・演出・作詞／鈴木聡、音楽／久米大作）-  二宮金次郎役（2017年5月～上演予定）
- ミュージカル「北斎マンガ」（脚本・演出/マキノノゾミ、作曲／八幡 茂）-鉄蔵（葛飾北斎）役